# Occhi senza volto
Occhi senza volto (Les Yeux sans visage) è un film del 1960 diretto da Georges Franju e interpretato da Pierre Brasseur, Alida Valli, Édith Scob e Juliette Mayniel.
Tratta dal romanzo di Jean Redon, una storia dai toni fantastici e surreali sui misfatti di un chirurgo/demiurgo che, dopo aver provocato con la sua guida spericolata un incidente stradale in cui sua figlia è rimasta sfigurata, cerca di ridarle un volto in ripetuti tentativi di trapianto.
Co-prodotto da Francia e Italia, il film uscì nelle sale in Francia l'11 gennaio 1960 e in Italia il 3 maggio.

## Trama
Una donna misteriosa, di notte, trasporta in auto il cadavere di una donna avvolto in un cappotto da uomo e lo getta nelle acque della Senna. Intanto il professor Génessier tiene una conferenza, esponendo i risultati delle sue ricerche nel campo del trapianti dei tessuti. Finito l'incontro, il professore corre all'obitorio. Qui riconosce come quello della figlia Christiane un cadavere sfigurato ripescato poco prima.
Al funerale di Christiane, Génessier riceve le condoglianze insieme a Louise, la sua segretaria: è lei la donna che ha buttato nella Senna il corpo senza vita. Alla fine della cerimonia, Louise è preda di una crisi di nervi e Génessier la schiaffeggia, mentre mette in ordine le corone di fiori nella cappella di famiglia. Tornato a casa, il professore sale in una camera nella quale giace una ragazza: è Christiane, col volto sfigurato coperto da una maschera. La morta è Simone, che il professore ha operato per toglierle il viso, cercando di restituirlo alla figlia.
Louise, che deve il suo aspetto alla chirurgia plastica di Génessier dopo un incidente che l'aveva sfigurata, è all'opera ancora una volta. Irretisce una ragazza, Edna, prospettandole l'occasione di una stanza libera e la porta nella villa di Génessier. Qui, i due la narcotizzano e la portano in una stanza segreta, dove il medico conduce i suoi esperimenti. Christiane vede e sente tutto, ma non interviene, anzi, aspetta fiduciosa questa nuova operazione che dovrebbe renderle un viso.
L'operazione va a buon fine: Edna sopravvive, ed anche Christiane sembra reagire bene. L'assistente si reca nella camera dove viene tenuta prigioniera Edna per darle da mangiare. Edna ne approfitta per colpirla e scappare. Ma la sua fuga termina con una caduta dalla finestra e la ragazza muore. Génessier e Louise, non sapendo come fare per nascondere questo nuovo cadavere, lo portano al cimitero e lo nascondono nella tomba di famiglia, accanto a quello di Simone.
Il viso di Christiane a poco a poco, però, va in necrosi: la ragazza è costretta a rimettersi la maschera che la copre. Disperata, chiede a Louise di lasciarla morire, magari fornendole i veleni che il padre usa negli esperimenti con i cani che tiene nelle gabbie giù in laboratorio. Poi, un giorno, telefona al fidanzato, Jacques, che la ritiene morta. Lui sente solo pronunciare il suo nome e si reca alla polizia, per cercare di chiarire la cosa. Il poliziotto lo disillude: Christiane è morta, suo padre ne aveva riconosciuto il corpo. E poi ci sono tanti mitomani, tanti si dice, tante tracce che non portano a niente. Si mette a enumerare i "si dice" del caso: tra questi, anche una ragazza che ha denunciato la sparizione di un'amica che si faceva vedere negli ultimi tempi con una signora di cui ricorda solo che portava un collier di perle molto alto e che le cingeva strettamente il collo.
Tutte le ragazze scomparse sono bionde con gli occhi blu: i poliziotti chiedono a Paulette, una ragazza che corrisponde alla descrizione, di aiutarli facendosi ricoverare nella clinica di Génessier. La giovane viene notata dal medico ma viene dimessa in serata. Recandosi a prendere l'autobus, è prelevata da Louise e finisce pure lei nel lettino di contenzione dove dovrà subire l'operazione di prelievo. Génessier, però, viene interrotto dall'arrivo della polizia: all'accettazione l'infermiera dichiara che la ragazza se n'è andata da poco. Jacques e la polizia se ne vanno, convinti che all'ospedale non sia successo niente.
Christiane, nel frattempo, aspetta l'ennesima operazione nel letto vicino alla sua vittima e quando costei si risveglia, prende un bisturi e la libera tagliandole i lacci che la legano. Arriva Louise per fermarla, ma la figlia del medico la colpisce al collo uccidendola. Paulette fugge via e Christiane libera tutti i cani rinchiusi nelle gabbie. Génessier, di ritorno dalla clinica dove ha incontrato i poliziotti, viene circondato dagli animali che straziano il loro torturatore, uccidendolo. Christiane libera delle colombe e si allontana nella notte.

## Accoglienza
Il film fu inizialmente bocciato dalla critica, ritenuto scandaloso ed estremamente violento, tanto che Isabel Quigly lo definì il film più malato che avesse mai visto da quando aveva iniziato la sua carriera di critica cinematografica.
Dagli anni '80 in poi Occhi senza volto venne rivalutato, assurgendo all'olimpo dei migliori film horror mai realizzati. Straordinariamente futuristico per la sua epoca, è certificato fresh su Rotten Tomatoes con il 97% di recensioni positive.